# Televisión por internet

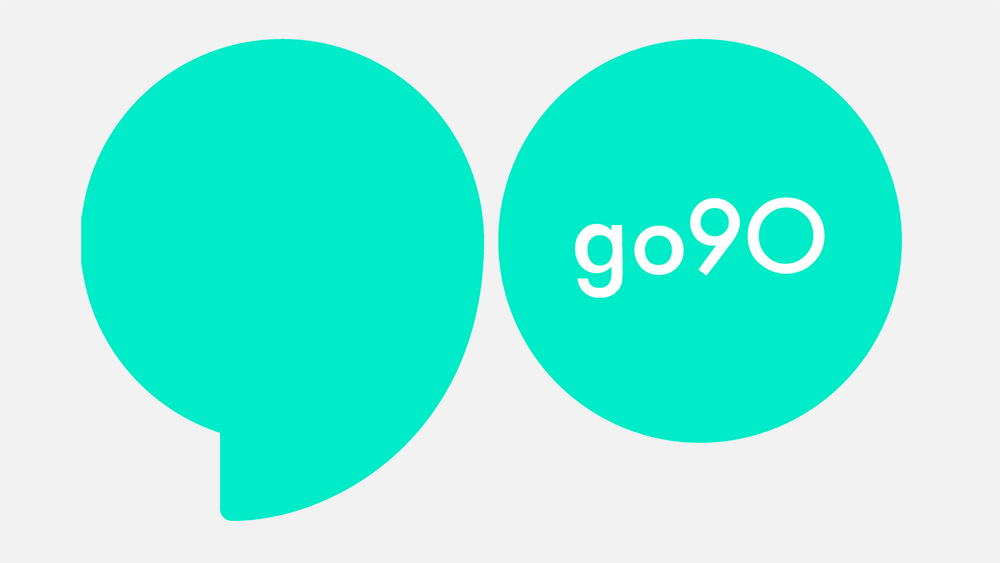
El logotipo del difunto servicio de transmisión go90.

La televisión por internet, televisión  on-line, televisión online o televisión en línea, es la televisión distribuida vía internet. Se trata de la perspectiva inmediata que proporciona Internet para distribuir esta nueva forma de producir y transmitir material de comunicación audiovisual en línea, proporcionando al usuario la facilidad de reproducirlo.

## Descripción
En el pasado, la televisión solo era distribuida por cable, satélite o por sistemas terrestres. La primera forma de televisión por Internet es el streaming, que se trata del vídeo seleccionable desde algún lugar de internet, normalmente un sitio web o desde un programa.
Con el aumento actual de las velocidades de conexión a Internet, el avance de la tecnología, el aumento del número total de internautay la disminución en gastos de conexión, se ha hecho cada vez más común encontrar el contenido tradicional de televisión accesible libremente y  contenidos de televisión solamente disponibles en Internet, así como señales de TV exclusivas en la red
La televisión por Internet utiliza sus conexiones para transmitir vídeo desde una fuente (host u origen) hasta un dispositivo (normalmente el usuario). Estas son algunas de las formas para hacerlo:
- Ver televisión corriente (ya sea por conexión directa desde un ordenador, Set-top box) o en un ordenador o dispositivo portátil (como un teléfono móvil)
- Ver un canal en directo o permitiendo al espectador seleccionar un programa para ver en el momento (Video on Demand)
- Ver algo de manera económica, desde vídeos caseros a caras producciones profesionales
- Publicidad interactiva

## Características
Este medio tiene variedad de contenido, algunos con protección para no permitir su copia, y otros que pueden ser grabados. Las suscripciones de televisión por Internet pueden ser de pago, gratis y sustentadas por publicidad.
Las limitaciones de este medio siempre han sido las del ancho de banda que consumía el streaming; era el problema principal, ya que utilizaba poco ancho de banda y el resultado era la pobre calidad de imagen. La BBC implementó un códec llamado Dirac, que facilitó la transmisión de vídeos escalables de alta calidad. El códec era libre para transmitir vídeos a través de la red.
La televisión por Internet se volvió entonces más interesante, y algunas compañías hicieron ofertas para desarrollarla sobre la ya existente televisión de pago. Así protegían las suscripciones existentes del Pay Per View como modelo dominante. Además, los problemas de derechos asociados con la distribución planteaban un desafío, ya que no se logró mantener las protecciones del copyright y sus beneficios, obligando a desarrollar otra forma de exhibir los vídeos.

## Implementación
La televisión IP utiliza el protocolo de transmisión de datos TCP/IP, teniendo programación general para todos los usuarios y contenidos específicos seleccionados de la televisión IP por los propios usuarios.
La publicidad es uno de los factores más importantes, ya que en la televisión IP deja de interrumpir la emisión de la programación como sucede en la televisión tradicional, y el sistema publicitario nos aparece simultánea y continuadamente a los vídeos.
En un futuro no muy lejano, la televisión IP superará al Pay Per View, ya que el potencial es mucho mayor, así como su sencillez y comodidad. Esta televisión IP a la carta nos permite visionar el contenido que los usuarios desean, cuando ellos quieren y en el formato que ellos eligen. Estas características confieren a la televisión IP una potencia inimaginable, permitiendo ver la televisión por Internet con la misma calidad que una película de alta definición.
Hoy en día, la televisión se enfrenta a una gran fragmentación de la audiencia, lo que hace que existan multitud de formatos audiovisuales que tienen su nicho de mercado, así que la gran ventaja de la televisión online es la medición. Aunque la gran barrera que esta televisión debe superar es la calidad por Internet y sobre todo la tecnología de codificación.
La televisión online debe ser un negocio de aquellos colectivos que no dispongan de medios para difundir a través de los canales tradicionales. Por ello, y para dar una mayor pluralidad, nacen nuevas soluciones de video como YouTube o Vimeo; pero realmente no son conceptos de televisión online, ya que para ello es necesario disponer de herramientas que permitan ver la televisión que se desea cuando se desea.

### Métodos utilizados
- P2PTV
- Streaming

### Tecnologías usadas
- BitTorrent
- Dirac
- HTTP
- RSS
- RTSP
- SMIL
- Theora
- WTVML

## Tipos

### Gratuita
La televisión gratuita por Internet está disponible a través de una página web, sin necesidad de ningún otro elemento. Páginas de Internet proveen televisión gratuita por Internet.
El corazón de este tema, es que la televisión vía satélite, o cable, utiliza el mismo modelo, es una plataforma abierta, que cualquiera puede acceder, usar, y crear con el sistema de código abierto (Open Source), los estándares (open Standards), y los formatos abiertos (Open formats).
De esta manera se crean valiosos e interesantes contenidos que tienen la oportunidad de distribuirse directamente a una audiencia muy amplia, algo imposible con los métodos anteriores (sistemas cerrados, software cerrado, redes cerradas). El modelo abierto, ha sido utilizado a través del mundo por televisión local y canales independientes, apuntando a los "huecos" de la audiencia, o crear ambiente colaborativo para la producción de medios.
El primer país en implementar su propia Internet TV fue Chipre (Cyprustv.com) en marzo de 2006, este proyecto fue creado por Dean Di Libero usando el sistema operativo Narrowstem telvOS. En mayo de 2007 Perú realizó lo suyo con el canal musical Oui Tv, que duró poco más de dos años.
Anteriormente a la difusión realizada por medios de comunicación destacaron algunos portales pioneros en la emisión por streaming. Estos portales usaban diversas tecnologías para realizar emisiones de canales generalistas de un gran número de países. Los más destacados fueron:
- WWITV: Portal gratuito creado en los Estados Unidos con emisión de canales de prácticamente todos los países del mundo. Sigue en activo.
- Medinalia: Portal gratuito de origen español con emisión de canales de habla hispana y de EE. UU. Fuera de emisión.
- WomiTV: Portal gratuito con emisión de canales en Español e internacionales. Fueron pioneros en la emisión de TV en streaming para dispositivos móviles. Fuera de emisión.
- Zattoo: Primera compañía en emitir canales de TV españoles en HD por internet con calidad HD. De pago. En activo.

### De pago
Este tipo de servicio es creado y sustentado por grandes empresas que brindan telecomunicaciones, se está viendo una amplia gama de competidores de los proveedores de televisión por cable y proveedores de red. Esto es el sucesor de la televisión paga, o televisión por cable, televisión por satélite, esta es paga, brindando servicios de televisión de alta calidad, vídeo bajo demanda y grabación de vídeo digital.
Europa y Asia son los pioneros en implementar esta tecnología, se espera que en solo unos pocos años se conviertan en el principal sistema de televisión paga. Los proveedores en los EE. UU. no muestran demasiado interés sobre esta tecnología. Internet TV es más interesante que la televisión por cable, inclusive en países que la infraestructura es muy mala, como India y China.
La plataforma en la que trabaja la red es elegida por el operador, para proveer la televisión por internet.
Los servicios están limitados a lo que ofrezca el proveedor, esto quiere decir, puedes obtener solo por lo que estas pagando (canales y servicios).
El 27 de julio de 2007 la BBC lanzó su iPlayer (como un software de versión de prueba) al Reino Unido, un sistema pago, con licencia para obtener contenidos de la BBC a través de Internet.
Zapping, primera cableoperadora 100% en línea en Latinoamérica. De pago. En activo.
Mi Play, segunda cableoperadora 100% en línea en Latinoamérica. De pago. En activo.

## Terminología
Existen muchas maneras de transmitir vídeo a través de una red IP y muchas palabras que se han puesto de moda se han aplicado a estas de varias maneras. Muchas de ellas tiene un uso completamente intercambiable incluso por profesionales de la materia.
La corriente actual es la de restringir el término IPTV a aquellos servicios cuyo tramo final hacia el espectador es operado y controlado por alguna compañía. Esto permite cierto nivel de garantía en el servicio. Adicionalmente, un servicio de IPTV requiere que el vídeo y el audio sean transportados por un solo flujo MPEG2 a través de la red IP. 
Actualmente por televisión por Internet se entiende que son aquellos servicios ofrecidos a través de Internet pero en los que el proveedor no tiene el control de la transmisión final. 
Otras servicios como la televisión están disponibles a través de Internet pero estos envían el vídeo y el audio en flujos distintos a través de la red IP.
Mientras que estas diferencias deberían ser irrelevantes para el consumidor, la tecnología subyacente empleada es bastante distinta y afecta directamente al rango y calidad del servicio que puede ser alcanzada. Los usuarios de IPTV están limitados a un relativo pequeño rango de programas pero consiguen una gran calidad. Mientras que en la televisión por Internet los usuarios pueden acceder a varios miles de canales de todo el mundo pero sin ninguna garantía de ser capaces de verlos en todo momento. 
Servicios como YouTube generalmente ofrecen tanto contenido generado por los usuarios más que programas producidos profesionalmente o películas agrupadas en canales. 

### Otros nombres asociados
- Vlog: Para vídeo a través de la Web.
- Podcast: Para vídeo por demanda.